# Ayre (sheading)
Pour les articles homonymes, voir Ayre.
 (avril 2023).
Si vous disposez d'ouvrages ou d'articles de référence ou si vous connaissez des sites web de qualité traitant du thème abordé ici, merci de compléter l'article en donnant les références utiles à sa vérifiabilité et en les liant à la section « Notes et références ».
Ayre (Inver Ayre en mannois) est un sheading du nord de l’île de Man.

Carte des sheadings de l’île de Man.

## Paroisses
Le sheading d'Ayre comprend trois paroisses administratives et insulaires :
- Bride, la plus au nord ;
- Andreas, au nord-ouest ;
- Lezayre, la plus au sud, presque sans accès à la mer.